# Schauspieler-Reihe (DDR-Fernsehen)
Als Schauspieler-Reihe wurde im DDR-Fernsehen 2 ein Sendeplatz bezeichnet, auf dem in den 1980er Jahren jeden Mittwoch ab 19 Uhr Filme mit internationalen Schauspielern ausgestrahlt wurden. Der Name der Reihe rührte daher, dass jeweils mehrere Filme unter Beteiligung des jeweiligen Schauspielers oder der Schauspielerin gezeigt wurden. Die Reihe war eines der populärsten Angebote des DDR-Fernsehens der 1980er Jahre und wurde trotz vergleichsweise hohem Einsatz an Devisen aufrechterhalten.
Die Mittwoch-Reihe bot dabei sowohl Filme mit Greta Garbo aus den 1920er und 1930er Jahren, Maurice Chevalier und Charles Laughton als auch Filme jüngerer Stars wie Isabelle Huppert, Gérard Depardieu und Ornella Muti. Einen Großteil machten französische (u. a. Jean Gabin, Michèle Morgan, Danielle Darrieux, Jean-Louis Trintignant, Brigitte Bardot, Robert Hossein, Marie-José Nat, Annie Girardot, Bernard Blier, Simone Signoret) und italienische (u. a. Giovanna Ralli, Sylva Koscina, Claudia Cardinale, Gian Maria Volonté) Schauspieler aus, gefolgt von amerikanischen (u. a. Marilyn Monroe, Jane Fonda, Katharine Hepburn, Grace Kelly) und britischen Filmstars (u. a. David Niven, James Mason, Glenda Jackson). Aus dem deutschsprachigen Raum kamen unter anderem Elke Sommer, Liselotte Pulver, Lilli Palmer, Hardy Krüger und Curt Goetz. Die einzigen Stars aus sozialistischen Ländern waren die sowjetischen Schauspieler Sergej Bondartschuk und Tatjana Samoilowa sowie die Polin Barbara Brylska. Der in der DDR lebende amerikanische Schauspieler Dean Reed hatte 1988 ebenfalls eine eigene Reihe.
Jeweils zwei Reihen hatten Gérard Philipe, Romy Schneider, Marilyn Monroe und Heinz Rühmann.
Die Stars der Reihe spielten nicht immer die Hauptrollen, so wird die von Isabelle Huppert dargestellte Figur gleich zu Beginn von Monsieur Dupont – Zwischenfall an der Côte d’Azur ermordet, Marilyn Monroe hatte eine Nebenrolle in Asphalt-Dschungel wie auch Terence Hill in Karthago in Flammen, ebenso war Mario Adorf in Nebenrollen zu sehen.
1991 wurde die Reihe auf den Dienstag verlegt und statt bis zu sieben wurden nun drei bis vier Filme ausgestrahlt. Die Reihe endete mit Ángela Molina. Danach wurde auf dem Sendeplatz die bereits vorher bestehende Reihe Film Ihrer Wahl ausgestrahlt.
Die Filme wurden von Moderatoren kurz angekündigt. In der Fernsehzeitschrift FF Dabei erschienen zu Beginn jeder Reihe Porträts der Schauspieler. In der Liste ist die Ausgabe der Zeitschrift mit den Porträts in Klammern angegeben.
In der Reihe wurden von Ende 1979 bis Mitte 1990 mit je vier bis sieben Filmen folgende Schauspieler gezeigt:

## Auswahl der Reihe

### 1979
- Vittorio De Sica Beginn: 10. September 1979 Filme u. a.: Der falsche General, Liebe und Geschwätz
- Gérard Philipe Beginn: 31. Oktober 1979 Filme: Das große Manöver, Die Kartause von Parma in zwei Teilen, Die Hochmütigen (Les Orgueilleux), Die Abenteuer des Till Ulenspiegel, Der Idiot, Das Fieber steigt in El Pao

### 1980
- Marlene Dietrich Beginn: 2. Januar 1980 Filme u. a.: Der blaue Engel, Perlen zum Glück, Die Abenteurerin, Der große Bluff
- Marcello Mastroianni Beginn: 6. Februar 1980 Filme: Schade, daß du eine Kanaille bist, Anklageschrift, Liebe und Verdruß, Der schönste Augenblick, Casanova 70
- Lil Dagover Beginn: 2. April 1980 Filme u. a.: Kleine Residenz, Die seltsame Gräfin
- Ingrid Bergman Beginn: 30. April 1980 Filme u. a.: Intermezzo, Die vier Gesellen, Stromboli, Die Kaktusblüte, Die Frau des Anderen
- Hans Moser Beginn: 11. Juni 1980 Filme u. a.: Wiener G’schichten, 13 Stühle
- Sergej Bondartschuk Beginn: 6. August 1980 Filme u. a.: Othello, Es war Nacht in Rom, Die Grille
- Marina Vlady Beginn: 10. September 1980 Filme: Die blonde Hexe, Stern ohne Namen, Mädchen im Schaufenster, Sujet für eine Kurzgeschichte, Die Kanaille
- Charles Chaplin Beginn: 12. November 1980 Filme u. a.: Goldrausch, Lichter der Großstadt, Moderne Zeiten
- Curt Goetz Beginn: 10. Dezember 1980 Filme u. a.: Hokuspokus, Das Haus in Montevideo

### 1981
- Brigitte Bardot Beginn: 9. Januar 1981 (FF Dabei 2/81) Die Braut war viel zu schön, Und immer lockt das Weib, Zwei Wochen im September, Oh, diese Frauen, Die Wahrheit, Petroleum-Miezen
- Jean Gabin: Beginn: 25. Februar 1981, Filme: Pépé le Moko – Im Dunkel von Algier, Die große Illusion, Aufenthalt in Genua, Wiesenstraße Nr. 10, Endstation Schafott, Zwei scheinheilige Brüder (L’Année sainte)
- Gina Lollobrigida Beginn: 8. April 1981, Filme u. a.: Keine Liebe, aber… aber…, Fanfan, der Husar, Gefährliche Schönheit, Die schönste Frau der Welt, Achtung, Banditi!, Der Glöckner von Notre Dame, Die italienische Geliebte
- Laurence Olivier Beginn: 27. Mai 1981 Feuer über England, Lord Nelsons letzte Liebe, Richard III., Die große Liebe der Lady Caroline, Liebe in der Dämmerung
- Doris Day Beginn: 1. Juli 1981, Filme: Mitternachtsspitzen, Ein Pyjama für zwei, Schick mir keine Blumen, Bettgeflüster
- Paul Hörbiger Beginn: 29. Juli 1981 Die Landstreicher, Kinderarzt Dr. Engel, Der liebe Augustin, Seine Tochter ist der Peter, Fiakerlied, Falstaffs Abenteuer, Der Alpenkönig und der Menschenfeind
- Jane Fonda Beginn: 16. September 1981 Filme: Ein Mann wird gejagt, Cat Ballou – Hängen sollst du in Wyoming, Die Beute, Nur Pferden gibt man den Gnadenschuß, Barfuß im Park
- Charles Boyer Beginn: 21. Oktober 1981 Ein Appartement für drei, Seitenstraße, Wie klaut man eine Million?, Das zweite Gesicht, Erwachen in der Dämmerung, Wie herrlich, eine Frau zu sein, Die Affären von Madame M.
- Pierre Richard: Beginn: 9. Dezember 1981 vier Filme: Der große Blonde mit dem schwarzen Schuh, Ich bin schüchtern, aber in Behandlung, Alfred, der Unglücksrabe, Der große Blonde kehrt zurück

### 1982
- Michèle Morgan Beginn: 8. Januar 1982, (FF Dabei 2/82) Filme: Die Affären von Madame M. (Maxime), Rendezvous in Paris, Geständnis einer Nacht, Die Hochmütigen (Les Orgueilleux), Gewissensnot, Fabiola, Eine Katze jagt die Maus (Le Chat et la Souris)
- Charles Laughton: Beginn: 26. März 1982, Filme: Rembrandt, Ein Butler in Amerika, Die merkwürdige Tür, Der Fall Paradin, Das Privatleben Heinrichs VIII., Unter schwarzer Flagge, Die ewige Eva
- Maurice Chevalier Beginn: 14. April 1982, Eine Stunde mit Dir, Mit einem Lächeln, Schweigen ist Gold, Alles für das Kind, Der Mann des Tages, Der Vagabund von Paris
- Claudia Cardinale: Beginn: 26. Mai 1982 (22/82) Don Mariano weiß von nichts, Petroleum-Miezen, Das rote Zelt, Gesetz der Gesetzlosen, Der große Hahnrei, Im Jahre des Herrn
- Ove Sprogøe: Beginn: 7. Juli 1982, Reihe lief als Sommerspaß mit Egon Olsen. Filme u. a.: Die Olsenbande, Die Olsenbande in der Klemme
- Danielle Darrieux: Beginn: 8. September 1982 (37/82) Wirbelwind aus Paris, Die Wahrheit über unsere Ehe, Vier Frauen in der Nacht, Mit den Augen der Liebe, Marie-Octobre, Eitelkeit hat ihren Preis
- Anthony Quinn Beginn: 27. Oktober 1982 Filme u. a.: La Strada, Weiße Schatten, Das Erbe der Ferramonti
- Sylva Koscina Beginn: 1. Dezember 1982 Filme: Dieb hin, Dieb her, Eine Leiche für die Dame, Der Meuchelmörder, Freundinnen
- Alain Delon Beginn: 29. Dezember 1982 Filme u. a.: Die Schüler, Der Antiquitätenjäger, Endstation Schafott, Der eiskalte Engel, Die Löwin und ihr Jäger

### 1983
- Annie Girardot: Beginn: 16. Februar 1983 (8/83) Filme: Der letzte Kuss, Jedem seine Hölle, Was macht der Hund im Ehebett?, Aus Liebe sterben, Mord in Montmartre u. a.
- Burt Lancaster Beginn: 30. März 1983, sieben Filme: Gewalt und Leidenschaft, Trapez, Der rote Korsar, Die Killer, Der Zug u. a.
- Marilyn Monroe Beginn: 18. Mai 1983 (21/83) Der Prinz und die Tänzerin, Manche mögens heiß
- Lino Ventura Beginn: 15. Juni 1983, (25/83) Gesucht wird: Roger Martin, Der zweite Atem, Einer bleibt auf der Strecke, Rum-Boulevard, Carmen von Trastevere
- Giovanna Ralli Beginn: 27. Juli 1983 Der schönste Augenblick, Die Mädchen vom Amt 04, Es war Nacht in Rom, Jeder Dieb braucht auch ein Alibi, Vier Herzen in Rom, Mein schöner Ehemann
- Jean Marais Beginn: September 1983 (37/83) Filme u. a.: Im Zeichen der Lilie, Fracass, der freche Kavalier, Sieben Männer und eine Frau, Die Schöne und die Bestie
- Sophia Loren 26. Oktober 1983 (44/1983) Filme u. a.: Wie herrlich, eine Frau zu sein, Arme Leute, reiche Leute, Das Urteil, Ein besonderer Tag
- Romy Schneider Beginn: 7. Dezember 1983 (50/83) Filme: Eine einfache Geschichte, Nur ein Hauch von Glück, Robinson soll nicht sterben, Mädchen in Uniform, Das Mädchen und der Kommissar, Die Frau am Fenster, Die Dinge des Lebens

### 1984
- Pierre Brice Beginn: 8. Februar 1984 (7/84) Filme: Konkurrenz für Zorro, Dionysos und die Bacchantinnen, Der Kavalier mit der schwarzen Maske, Winnetou I, Winnetou II, Winnetou III
- Robert Redford Beginn: 21. März 1984 Filme: Ein Mann wird gejagt, Barfuß im Park, Die drei Tage des Condor, Blutige Spur
- Tatjana Samoilowa Beginn: 18. April 1984 Filme: Anna Karenina, Die Kraniche ziehen, Alba Regia, Ein Brief, der nie abging
- Marlène Jobert Beginn: 16. Mai 1984 Filme: Eine schmutzige Affäre, Das Geheimnis, Das Brautpaar des Jahres II, Zum Freiwild erklärt, Ich laß mich nicht für dumm verkaufen, Gesucht wird: Roger Martin, Grandison
- Giuliano Gemma Beginn: 4. Juli 1984 (28/84) Filme: Der eiserne Präfekt, Corleone, Friß oder stirb, Erik, der Wikinger, Verbrechen aus Liebe, Der lange Tag der Rache, Titan der Gladiatoren, Tödliche Geier
- Marie-José Nat Beginn: 5. September 1984 (37/84) Filme: Wiesenstraße Nr. 10, Amelie oder die Zeit zum Lieben, Der letzte große Sieg der Daker, Meine Tage mit Pierre, Meine Nächte mit Jacqueline, Die Wahrheit, Elise oder das wahre Leben
- Gian Maria Volonté Beginn: 14. November 1984 (47/84), Filme: Die sieben Brüder Cervi, Giordano Bruno, Christus kam nur bis Eboli, Knallt das Monstrum auf die Titelseite!, Der Weg der Arbeiterklasse ins Paradies, Feuertanz
- Shirley MacLaine Beginn: 5. Dezember 1984 (50/84) Filme u. a.: Can-Can, Sweet Charity, Das Appartement, Das Mädchen Irma La Douce, Das Mädchen aus der Cherry-Bar, Verdammt sind sie alle

### 1985
- Philippe Noiret, (6/85) Beginn: 6. Februar 1985, Filme: Auch Mörder haben schöne Träume, Wer hat Jupiters Po gestohlen?, Der Uhrmacher von St. Paul, Das späte Mädchen, Alexander, der glückselige Träumer, Das alte Gewehr
- Greta Garbo Beginn: 20. März 1985, Filme: Anna Karenina, Die Kameliendame, Menschen im Hotel, Königin Christine, Anna Christie, Die Frau mit den zwei Gesichtern
- Bernard Blier Beginn: 1. Mai 1985, Der siebte Geschworene, Eine Frage der Ehre, Unter falschem Verdacht, Der Verrückte von Labor IV, Vor der Sintflut
- Barbara Brylska Beginn: 12. Juni 1985 (24/85), Der Fahrgast heißt Tod, Album Polen, Ironie des Schicksals, Pharao, Ein stiller Amerikaner in Prag
- James Mason (die 50. Mittwochfilmreihe) Beginn: 17. Juli 1985 Filme: Frau ohne Herz, Gaslicht und Schatten, Mord an der Themse, Die großen Erwartungen, Julius Caesar, Die Passage, Feuer über England
- Lilli Palmer Beginn: 28. August 1985, (35/85) Rendezvous um Mitternacht, Montparnasse 19, Jagd nach Millionen, Paarungen, Feine Gesellschaft – beschränkte Haftung
- Hans Albers Beginn: 9. Oktober 1985 Filme u. a.: Große Freiheit Nr. 7, Münchhausen
- Spencer Tracy Beginn: 13. November 1985, Filme: Wer den Wind sät, Ehekrieg, Zorn, Manuel, der Fischer, Schiff ohne Heimat
- Elizabeth Taylor Beginn: 18. Dezember 1985 bis Januar 1986, Filme: Heimweh, Telefon Butterfield 8, Das Land des Regenbaums, Ivanhoe – Der schwarze Ritter, Mord im Spiegel, Beau Brummell – Rebell und Verführer, Die Katze auf dem heißen Blechdach

### 1986
- Louis de Funès Beginn: 5. Februar Oscar, Fantomas, Fantomas gegen Interpol, Fantomas bedroht die Welt, Das große Restaurant, Alles tanzt nach meiner Pfeife, Balduin, der Sonntagsfahrer, Der Winterschläfer
- Franco Nero Beginn: 2. April 1986, Don Mariano weiß von nichts, Der Bandit mit den schwarz-blauen Augen, Der Falke, Der Mann, der Stolz, die Rache, Die Jungfrau und der Zigeuner, Das Geständnis eines Polizeikommisars vor dem Staatsanwalt der Republik
- Pierre Brice Beginn: 21. Mai 1986 mit 5 Folgen der Serie Mein Freund Winnetou
- Elke Sommer Beginn: 25. Juni 1986 (26/86) Das Mädchen und der Staatsanwalt, Alles geht nach hinten los, Verführung am Meer, Heiße Katzen, Unter Geiern
- Kirk Douglas Beginn: 30. Juli 1986 Filme: Die Fahrten des Odysseus, Vincent van Gogh – Ein Leben in Leidenschaft, El Perdido, Kennwort „Schweres Wasser“ (13.8.), Mit stahlharter Faust, Der Fuchs geht in die Falle
- Isabelle Huppert Beginn: 10. September 1986 (37/86) Filme: Die Flügel der Taube, Monsieur Dupont – Zwischenfall an der Côte d’Azur, Erbinnen, Die Kameliendame
- Terence Hill Beginn: 8. Oktober 1986 Filme: Der Teufel kennt kein Halleluja, Karthago in Flammen, Allein gegen das Gesetz, Wandel des Herzens, Hügel der blutigen Stiefel u. a.
- Senta Berger Beginn: 12. November 1986 (46/86) Filme: MitGift, Per Saldo Mord, Frauenarzt Dr. Sibelius, Quadratur der Liebe, Die Moral der Ruth Halbfass, Liebe im 3/4-Takt, Lange Beine – lange Finger

### 1987
- Jean-Paul Belmondo Beginn: 31. Dezember 1986 Filme: Der Greifer, Die Nacht vor dem Gelübde (7. Januar 1987), Die Millionen eines Gehetzten, Das Brautpaar des Jahres II, Cartouche – Rächer der Armen, Doktor Popaul (4. Februar 1987)
- Heinz Rühmann Beginn: 11. Februar 1987 Filme u. a.: Der brave Soldat Schwejk, Kleider machen Leute, Der Jugendrichter
- Leslie Caron Beginn: 25. März 1987 Filme: Ein Appartement für drei, Gigi, Lili, Ein Amerikaner in Paris, Ehe in Rom
- Stewart Granger Beginn: 29. April 1987, (FF Dabei 18/87) Filme: Scaramouche – Der Mann mit der Maske, Beau Brummell – Rebell und Verführer, Die letzte Jagd u. a.
- Margaret Rutherford Beginn: 3. Juni 1987 Filme u. a.: Vier Frauen und ein Mord, 16 Uhr 50 ab Paddington, Die Premiere findet doch statt, Wie gewonnen…
- Mario Adorf Beginn: 15. Juli 1987 Filme; Der feurige Pfeil der Rache, Harte Männer, heiße Liebe, Endstation 13 Sahara, Küste der Liebe, Die Ermordung Matteottis
- Simone Signoret Beginn: 19. August 1987 (34/87) Filme: Die Katze, Ein Alibi für Mitternacht, Mädchenjahre, Die Schenke zum Vollmond, Liebe Unbekannte, Der Sträfling und die Witwe
- Lex Barker Beginn: 30. September 1987, Filme: Robin Hood und die Piraten, Der Schatz der Suleika, Old Shatterhand, Piraten der Küste
- Liselotte Pulver Beginn: 18. November 1987 (47/87) Filme: Schule für Eheglück, Gustav Adolfs Page, Das Wirtshaus im Spessart, Kohlhiesels Töchter

### 1988
- Christopher Plummer Beginn: 6. Januar 1988 (2/88) Highpoint, Die königliche Jagd auf die Sonne, Mord an der Themse, Verheiratet mit einem Star
- Katharine Hepburn Beginn: 3. Februar 1988 (6/88) u. a. Leoparden küsst man nicht, Die Nacht vor der Hochzeit, African Queen, Traum meines Lebens, Der Löwe im Winter
- Robert Hossein Beginn: 23. März 1988 (12/88) Filme: Sonderdezernat C III Montmartre, Der Abbé und die Liebe, Madame Sans Gêne, Friedhof ohne Kreuze, Die Schamlosen
- Ornella Muti Beginn: 4. Mai 1988 (19/88) Die Nonne von Verona, Kennen Sie meine Frau?, Ein Sack voller Flöhe, Das Leben ist schön, Bonnie und Clyde auf italienisch, Das Taubenhaus
- Dean Reed Beginn: 25. Mai 1988 (31/88) Filme: Blutsbrüder, Die Piraten der grünen Insel, Bleigericht, Sing, Cowboy, sing
- David Niven Beginn: 15. Juni 1988, (25/88) Filme: Das Superhirn, Des Königs Dieb, Tod auf dem Nil, Der Supercoup, Wunderbare Dolly
- Gérard Philipe zweite Reihe Beginn: 24. August 1988 (35/88) Filme: Das große Manöver, Die Hochmütigen (Les Orgueilleux), Montparnasse 19, Ein so hübscher kleiner Strand, Die Abenteuer des Till Ulenspiegel, Fanfan, der Husar
- Grace Kelly Beginn: 12. Oktober 1988 (42/88), Filme u. a.: Mogambo, Zwölf Uhr mittags, Bei Anruf Mord, Das Fenster zum Hof
- Gert Fröbe Beginn: 16. November 1988, u. a. Die Öl-Piraten, Es geschieht Punkt 10…, Der grüne Bogenschütze, Zehn kleine Negerlein

### 1989
- Romy Schneider zweite Reihe vom 21. Dezember 1988 bis 1. Februar 1989, Filme: Wenn der weiße Flieder wieder blüht, Scampolo, Sommerliebelei, Die Halbzarte, Nur ein Hauch von Glück, Die Unschuldigen mit den schmutzigen Händen, Die Dinge des Lebens
- Heinz Rühmann zweite Reihe, Beginn: 8. Februar 1989 (7/89) Filme u. a.: Die Feuerzangenbowle, Keine Angst vor großen Tieren, Grieche sucht Griechin, Der eiserne Gustav, Ein Mann geht durch die Wand
- Tony Curtis Beginn: 5. April 1989 Filme u. a.: Mister Cory, Der eiserne Ritter von Falworth, Manche mögens heiß, Die nackten Tatsachen
- Jane Birkin Beginn: 24. Mai 1989 (22/89) Filme: u. a. Der Leibwächter, Slogan, Das Böse unter der Sonne, Der Tolpatsch mit dem sechsten Sinn, Zu hübsch, um ehrlich zu sein
- Adriano Celentano Beginn: 29. Juni 1989 Filme u. a.: Der gezähmte Widerspenstige, Asso, Mirandolina, Bingo Bongo
- Glenda Jackson Beginn: 4. Oktober 1989 (41/89) Filme u. a.: Gewagtes Spiel, Die Rückkehr des Soldaten, Das Lächeln des großen Verführeres, Maria Stuart, Königin von Schottland, Die Nelson-Affäre, Hausbesuche
- Hardy Krüger Beginn: 25. Oktober 1989 (44/89) Filme u. a.: Im Alleingang, Ich und Du, Das rote Zelt
- Claude Brasseur Beginn: 6. Dezember 1989 Wespennest, Riskanter Zeitvertreib, Drum prüfe, wer sich ewig bindet, Auf Wiedersehen, bis Montag, Ein Koffer aus Lausanne, Radio Corbeau, Die Fete, Die Fete geht weiter, Der Leopard und die Lady (31. Januar 1990)

### 1990
- Frank Sinatra Beginn: 7. Februar 1990 (6/90) Verdammt sind sie alle, Der Mann mit dem goldenen Arm, Sieben gegen Chicago, Die oberen Zehntausend, Vier für Texas
- Gérard Depardieu Beginn: 18. März 1990 (12/90) Die Flüchtigen, Die Wiederkehr des Martin Guerre, Ein Tolpatsch kommt selten allein
- Marilyn Monroe zweite Reihe Beginn: 25. April 1990 Filme u. a.: Blondinen bevorzugt, Asphalt-Dschungel, Nicht gesellschaftsfähig
- Henry Fonda Beginn: 20. Juni 1990 Filme u. a.: Nebraska, Der falsche Mann
- Faye Dunaway Beginn: 25. Juli 1990, Filme u. a.: Die verruchte Lady, Thomas Crown ist nicht zu fassen, Die drei Tage des Condor, Das Haus unter den Bäumen

Die nächste Reihe lief dann an Samstagen
- Jean-Louis Trintignant Beginn: 3. November 1990 Filme: L’attentat, Nur ein Hauch von Glück, Flic Story, Die Familienpyramide
- Audrey Hepburn wurde in ihrer Reihe vom 1. Dezember 1990 (Ein Herz und eine Krone) bis zum 22. Januar 1991 (Wie klaut man eine Million?) an Samstagen und Dienstagen geehrt.